# Puszcza Rudnicka
Puszcza Rudnicka – puszcza znajdująca się na południowo-wschodniej Litwie, mająca powierzchnię 37 tys. ha.

## Przyroda
Puszcza Rudnicka to kompleks biotopów będący niewątpliwie jednym z najwartościowszych terenów w rejonie. W okolicy Zygmunciszek, na wysokość 30 m wznoszą się wydmy kontynentalne.
Przez Puszczę Rudnicką toczy swe wody Mereczanka, do której uchodzą: Nieprudka, Szpigujec, Duża i Mała Pirczupa, Upiesia. Wisińcza, do której na terenie Puszczy uchodzi Kiernowa, tworzy malownicze starorzecza.
W południowo-wschodniej połaci puszczy Wisińcza wpada do Solczy. Brzegi obu rzek porasta czarna olcha. Położone w dolinie naturalne łąki mają wartość przyrodniczą w skali całego regionu. Rozciągają się tu połacie, wyjątkowe, nie tyle ze względu na rzadkie gatunki roślin, co ze względu na ich wspólnoty. Za Kiernową zaczynają się rozległe starorzecza Wisińczy i ciągną się w stronę jej ujścia do Solczy.

### Drzewostan
W puszczy przeciętny wiek drzew datuje się na około 50 lat.
Dominują tam lasy sosnowe stanowiące 67% powierzchni. Kolejnym wiodącym rodzajem drzew jest olcha czarna, która stanowi 12%. Duży udział stanowią także jodła oraz brzoza po 10%. Najmniej liczną grupą są osiki oraz jesiony, po 1%.

### Zwierzęta
W Puszczy żyje wiele gatunków zwierząt w tym: zając bielak, lis, wilk, sarna, dzik, wydra, liczne gatunki nietoperzy, ponadto 30 gatunków rzadkich ptaków: bocian czarny, trzmielojad, orlik krzykliwy, cietrzew, głuszec, żuraw, dzięcioł zielony, dzięcioł białogrzbiety, dzięcioł trójpalczasty, bielik, gadożer, dudek, zimorodek i inne. Z gadów i płazów należy wymienić gniewosza plamistego, jaszczurkę zwinką, jaszczurkę żyworodną, kumaka. Ponadto występuje tu 5 gatunków motyli wpisanych do Czerwonej Księgi Litwy.

## Historia

### Złoty wiek polski
W XV-XVII wieku puszcza była ulubionym terenem polowań królewskich, Kazimierz IV Jagiellończyk wybudował tu pałac myśliwski. Następny dworek myśliwski kazał wybudować, w roku 1511, król Zygmunt Stary. W nim podczas wielodniowych polowań Barbara Radziwiłłówna odwiedzała króla Zygmunta Augusta.

### Czasy zaborów
Puszcza Rudnicka jest trwale związana z historią. W jej kniejach stacjonowały oddziały powstańcze 1831 i 1863 roku. Na wjeździe do puszczy od strony Rudnik, na brzegu Mereczanki, możemy oglądać pomnik poległych powstańców z 1863 roku. Pomnik postawiony został w 1975 roku. Po wybuchu powstania styczniowego na Wileńszczyźnie zaczęły powstawać oddziały powstańcze.
Walczył tu Ludwik Narbutt. W boju odznaczyli się i inni. 31 maja 1863 roku koło Zygmunciszek połączone partie Jana Sędka, Aleksandra Stabrowskiego (Lubicza) i Feliksa Wisłoucha w sile około 500 ludzi rozbiły kilka rot rosyjskich, zmuszając je do ucieczki. 23 czerwca doszło do potyczki koło Korkucian pod Ejszyszkami. 19 października 1863 roku Rosjanie otoczyli 40-osobową partię powstańczą Gustawa Ostoi. Mimo miażdżącej przewagi Rosjan, 26 powstańcom udało się przebić.

### Dwudziestolecie międzywojenne
W ostatniej fazie wojny polsko-bolszewickiej, jesienią 1920 roku, Puszcza Rudnicka stanowiła oparcie dla wycofujących się oddziałów sowieckich. Zadanie oczyszczenia terenu przypadło wydzielonym zgrupowaniom 211. Pułku Ułanów pod dowództwem mjr. Władysława Dąmbrowskiego. Brawurową akcją rozbicia 80-osobowej formacji sowieckiej wykazał się nieopodal Ejszyszek młody ułan Witold Pilecki, mający pod sobą zaledwie kilku kompanów. We wspomnieniach zapisał:
„W pewnej chwili na polanę wielką i pola leżące pomiędzy lasami, wjeżdża naszych ułanów czwórka. Przed nimi w odległości kilkuset metrów stoi chałupa, przed nią c.k.m. i paru bolszewików. Z szablami w ręku wspięli cztery konie do biegu w pełnym galopie. Gdy wtem z chałupy cała ćma żołnierzy rosyjskich wypada. Zawrócić jest za późno. Ustrzelą psubraty! Uratować może tylko wielka szybkość. Konie biorą rowy i jakieś druty i dalej cwałem dopadają wroga. Bolszewicy zgłupieli i ręce podnoszą, że za czwórką chyba jeszcze więcej ułanów nadejdzie. 80-ciu wzięto do niewoli. Na wóz włożono zabranych tu kilkanaście karabinów maszynowych. Ułani wracają z jeńcami do puszczy do szwadronu.”

### II wojna światowa
W czasie II wojny światowej w Puszczy Rudnickiej stacjonowały oddziały Armii Krajowej m.in. por. Jana Borysewicza „Krysi”, „Wilhelma”. Pamiątką po poległych tu żołnierzach jest m.in. krzyż. Napis na płycie nagrobnej głosi: „Tu spoczywa 25 żołnierzy oddziału samoobrony Wileńskiej Armii Krajowej pod dowództwem por. Czesława Stankiewicza ps. „Komar”, poległych 6-7.01.1945 w nierównej walce z siłami NKWD. Cześć ich pamięci. 1991 rok”. W czasie tej walki zginęło 81 Sowietów z oddziałów NKWD. Oddział „Komara” stoczył kilka dni wcześniej dwie bitwy z oddziałami NKWD w rejonie Starych Maceli. Pomnik ufundowany został w 1993 roku przez polską Radę Ochrony Pamięci Walk i Męczeństwa. W lesie cmentarzyk polowy gdzie pochowano ponad 30 poległych żołnierzy: Zbigniew Malewski „Czech”, Kazimierz Marciszewski „Czarny”, Czesław Tietianiec „Bystry”, Stanisław Tomłowski „Tomko”, Jan Zapaśnik oraz żołnierze z oddziału Zemsty: Stanisław Bułhak „Błyskawica”, Jan Zieliński „Kawka II” Piotr NN, „Miecz” NN, „Zbych”, NN „Karaś”, NN Czarny”. Siedmiu innych żołnierzy tu poległych zostało pochowanych koło Niewoniańców.
Sowieci założyli tu w latach 1939–1940 poligon wojskowy, dziś już nieistniejący. Obok dawnego poligonu działa strzelnica. Otwarte, piaszczyste pustkowie zostało ukształtowane przez zrzucane na dawny poligon bomby oraz ciągłe pożary. Większość dojrzałych sosnowych lasów została wycięta, a wyręby zasadzono młodniakiem jeszcze w okresie sowieckim, mimo to nadal zachowały się tu fragmenty starodrzewu.
Ponieważ w całym rejonie solecznickim zachowało się niewiele dojrzałych lasów, wokół tego terenu ścierają się interesy leśnictwa oraz instytucji ochrony środowiska. W przyszłości, otwarte piaski, jeżeli nie będą zastosowane specjalne środki, zarosną lasem, a ten unikatowy biotop całkowicie zaniknie. W strefie ochronnej poligonu największy wpływ na środowisko, podobnie jak na całej przestrzeni Puszczy Rudnickiej wywiera wyręb lasów.
Partyzantka sowiecka stacjonująca w Puszczy Rudnickiej dopuszczała się licznych grabieży i mordów na mieszkańcach okolicznych wiosek. Mieszkańcy tych wiosek, w celu odpierania grabieżców tworzyli oddziały samoobrony. To było wystarczającym powodem, aby Sowieci dokonali m.in. zbrodni w Koniuchach. 8 grudnia 1943 roku sowiecka grupa napadła na wieś Wilkańce dokonując rabunku. Zamordowano jednego z gospodarzy i spalono jego gospodarstwo. 12 grudnia 1943 r. 50-osobowa grupa Sowietów napadła na Montwiliszki dokonując rabunku. 7 stycznia 1944 roku 30-osobowa grupa sowieckich partyzantów napadła na Karkliny i Songiniszki dokonując rabunku. 25 stycznia 1944 roku sowiecko-żydowska grupa napadła na wsie Dajnowa i Kamerowszczyzna dokonując rabunku.
Aby zapobiec ciągłym utarczkom pomiędzy sowiecką partyzantką a AK, Polacy wiosną 1944 roku, podjęli rozmowy z Sowietami. Spotkania odbywały się na terenie tzw. Długiej Wyspy w Puszczy Rudnickiej. Miejscowe dowództwo AK (dowódca V batalionu AK kpt. Stanisław Truszkowski „Sztremer”) przejęło na siebie ciężar utrzymania około 2500 Żydów i Sowietów z Puszczy Rudnickiej. Kwatermistrzostwo AK dostarczało do Starych Rakliszek nad Solczą bydło, świnie i mąkę. Stąd za pokwitowaniem trafiało to do Sowietów.
Na tzw. Długiej Wyspie koło Wisińczy pochowany jest ppor. Wojciech Stypuła „Bartek” IV/77 pp AK, zabity przez Sowietów 22 lipca 1944 roku.
Pamiątką po historycznych wydarzeniach są nazwy miejscowe: Polskie Wyspy, Góra Kościelna, Moskalowy Kąt, Długa Wyspa. Są również nazwy miejscowe wiążące się z łowiectwem: Porakiecie, Niedźwiedzia Buda, są liczne uroczyska: Łomy, Komsza, Gulbienie. Kiełbasiana Góra, Mariampol, Ropiec, Żodumliszki, Obale, Kumielek, Rakliszki, Niedźwiedzia Wyspa, Kruhły Rojst, Skirsaboła Mała i Duża, Gudokiemskie Łąki, Macie -Rojst, Olszanka, Wajgulina, Budojskie Łąki, Szoki, Góra Buksztele, Długie Błoto i in. Jest Kuliamowa Góra (161,5 m n.p.m.).
W okresie Litwy sowieckiej w Puszczy funkcjonowało muzeum partyzantki sowieckiej pn. Partyzancka Baza.